# Trollface

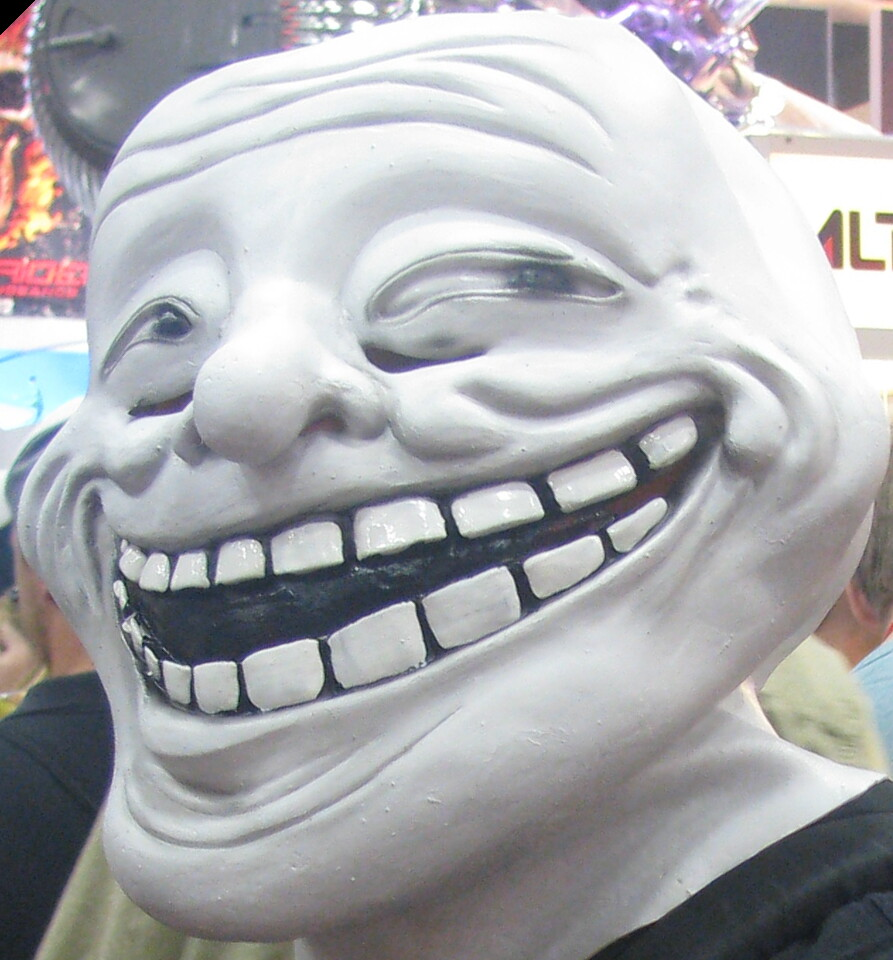
Máscara de Trollface.

Trollface o troll face (‘cara de trol’ en español) es un meme de internet del tipo «rage comic». Se trata de un rostro caricaturesco con una sonrisa aviesa, que ha sido usado para simbolizar a los troles de internet y el troleo que estos cometen.
Es uno de los memes más antiguos y populares de la cibercultura de Internet.

## Historia

### Origen
Trollface fue dibujado en Microsoft Paint el 19 de septiembre del 2008, por Carlos Ramírez, un estudiante universitario estadounidense de 18 años de edad originario de la ciudad de Oakland (estado de California).
La imagen estuvo publicada en Whynne (la página personal de Ramírez dentro del sitio web DeviantArt), y formaba parte de un rage comic al que Ramírez tituló Trolls, acerca de la falta de sentido lógico que conllevaba la práctica del troleo.

### Popularización
Ramírez publicó la imagen en el tablón de imágenes del sitio web 4chan y otros usuarios empezaron a compartirla.
En los meses siguientes, el dibujo de Ramírez rápidamente obtuvo reconocimiento dentro de 4chan como el símbolo universal de un trol del internet y un personaje cómico de ira versátil. Los usuarios de 4chan lo bautizaron como Trollface o Coolface, la imagen se extendió a Reddit y al Urban Dictionary (‘diccionario urbano’) en 2009, hasta llegar otros sitios de internet como Imgur y Facebook.
Trollface inició una serie de memes de rostros dibujados en blanco y negro del rage comic como: Forever Alone,  FFFFUUUU, Not Bad, Cómo Lo Supo y OH YEAAAA.
Los datos de Google Trends muestran que el término "Trollface" alcanzó su punto máximo de popularidad en febrero de 2012.
En marzo de 2021, Ramírez anunció su intención para vender un NFT para Trollface.

## Uso

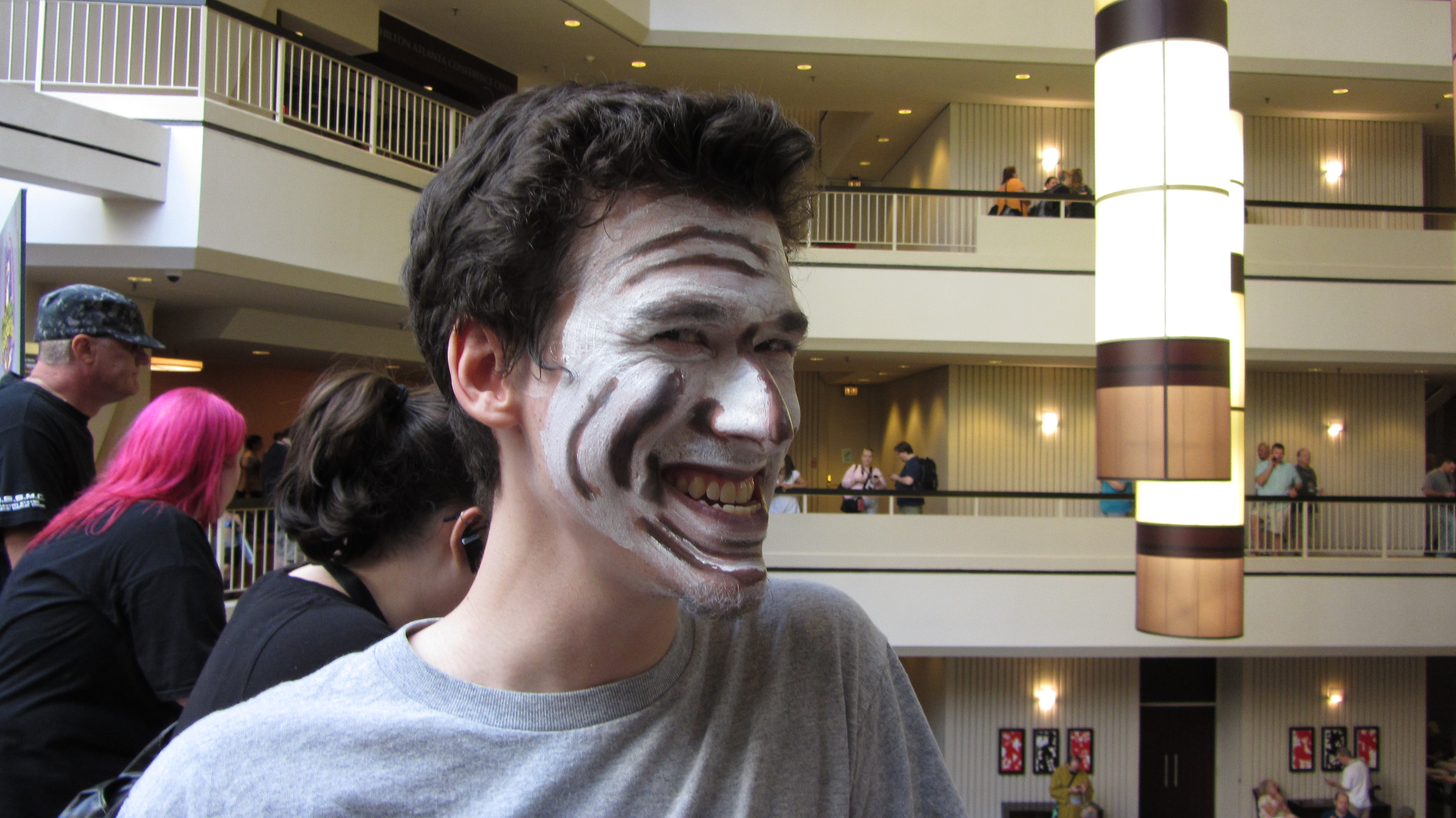
Hombre maquillado de Trollface.

Trollface simboliza al trol, alguien que molesta otros en el internet para su distracción propia. El cómic original por Ramírez se burla de los troles; aun así, la imagen es ampliamente utilizada por los mismos troles. Trollface Ha sido descrito como el equivalente en internet de la burla infantil de "ña ña ña ña ña ña" o sacar la lengua. La imagen es a menudo acompañada por frases como "Problema?" O "Te molesta?".

## Derechos de autor
El 8 de abril de 2015, Kotaku publicó un artículo en profundidad con Ramírez sobre su icónico personaje de Rage Comic. En el artículo, Ramírez estimó que desde entonces que registro a Trollface con la Oficina del Derecho de autor de los Estados Unidos el 27 de julio de 2010, había generado más de $100 000 en licenciamiento y otros pagos relacionados con Trollface, incluyendo el licenciamiento para vender camisas estampadas con el personaje que son vendidas por la cadena minorista Hot Topic, con ingresos mensuales que logran tan altos como $15 000 USD en su cumbre.
Además, Ramírez también ofreció un backstory detrás de la eliminación del videojuego Meme Run para Wii U por incumplimiento de los derechos de autor por incluir Trollface como el personaje principal. Trollface está protegido por derechos de autor, pero no es una marca registrada.